# Tournoi des Six Nations des moins de 20 ans 2011
Navigation
Tournoi des moins de 20 ans 2010 Tournoi des moins de 20 ans 2012
Le Tournoi des Six Nations des moins de 20 ans 2011 est une compétition de rugby à XV qui s'est jouée en février et mars 2011.

## Le classement
| Rang | Nation             | J | V | N | D | Pm  | Pe  | Diff | Pts |
| ---- | ------------------ | - | - | - | - | --- | --- | ---- | --- |
| 1    | Angleterre -20     | 5 | 5 | 0 | 0 | 221 | 54  | +167 | 10  |
| 2    | France -20         | 5 | 4 | 0 | 1 | 149 | 62  | +87  | 8   |
| 3    | Pays de Galles -20 | 5 | 2 | 1 | 2 | 147 | 99  | +48  | 5   |
| 4    | Irlande -20 (T)    | 5 | 2 | 1 | 2 | 97  | 119 | -22  | 5   |
| 5    | Italie -20         | 5 | 1 | 0 | 4 | 39  | 180 | -141 | 2   |
| 6    | Écosse -20         | 5 | 0 | 0 | 5 | 23  | 162 | -139 | 0   |

|  | Vainqueur du tournoi (no 1). |
|  | T : tenant du titre 2010     |

Attribution des points : Deux points sont attribués pour une victoire, un point pour un match nul, aucun point en cas de défaite.
Règles de classement : 1. points marqués ; 2. différence de points de matchs ; 3. nombre d'essais marqués ; 4. titre partagé.

## Matchs et résultats

### Première journée
| 4 février 2011 | France -20 | 49 - 5 | Écosse -20 | Stade de Venoix, Caen |
| 4 février 2011 |            |        |            | Stade de Venoix, Caen |
| 4 février 2011 |            |        |            | Stade de Venoix, Caen |

| 4 février 2011 | Italie -20 | 9 - 28 | Irlande -20 | Stadio XXV Aprile, Parme |
| 4 février 2011 |            |        |             | Stadio XXV Aprile, Parme |
| 4 février 2011 |            |        |             | Stadio XXV Aprile, Parme |

| 5 février 2011 | Pays de Galles -20 | 20 - 26 | Angleterre -20 | Parc y Scarlets, Llanelli |
| 5 février 2011 |                    |         |                | Parc y Scarlets, Llanelli |
| 5 février 2011 |                    |         |                | Parc y Scarlets, Llanelli |

### Deuxième journée
| 11 février 2011 | Angleterre -20 | 74 - 3 | Italie -20 | The Recreation Ground, Bath |
| 11 février 2011 |                |        |            | The Recreation Ground, Bath |
| 11 février 2011 |                |        |            | The Recreation Ground, Bath |

| 11 février 2011 | Écosse -20 | 3 - 33 | Pays de Galles -20 | Bridgehaugh Park, Stirling |
| 11 février 2011 |            |        |                    | Bridgehaugh Park, Stirling |
| 11 février 2011 |            |        |                    | Bridgehaugh Park, Stirling |

| 11 février 2011 | Irlande -20 | 13 - 38 | France -20 | Dubarry Park, Athlone |
| 11 février 2011 |             |         |            | Dubarry Park, Athlone |
| 11 février 2011 |             |         |            | Dubarry Park, Athlone |

### Troisième journée
| 25 février 2011 | Italie -20 | 15 - 46 | Pays de Galles -20 | Stadio San Vito, Cosenza |
| 25 février 2011 |            |         |                    | Stadio San Vito, Cosenza |
| 25 février 2011 |            |         |                    | Stadio San Vito, Cosenza |

| 25 février 2011 | Écosse -20 | 0 - 15 | Irlande -20 | Caledonian Stadium, Inverness |
| 25 février 2011 |            |        |             | Caledonian Stadium, Inverness |
| 25 février 2011 |            |        |             | Caledonian Stadium, Inverness |

| 27 février 2011 | Angleterre -20 | 19 - 8 | France -20 | Sixways Stadium, Worcester |
| 27 février 2011 |                |        |            | Sixways Stadium, Worcester |
| 27 février 2011 |                |        |            | Sixways Stadium, Worcester |

### Quatrième journée
| 11 mars 2011 | Italie -20 | 3 - 25 | France -20 | Stadio San Michele , Calvisano |
| 11 mars 2011 |            |        |            | Stadio San Michele , Calvisano |
| 11 mars 2011 |            |        |            | Stadio San Michele , Calvisano |

| 11 mars 2011 | Pays de Galles -20 | 26 - 26 | Irlande -20 | Parc y Scarlets, Llanelli |
| 11 mars 2011 |                    |         |             | Parc y Scarlets, Llanelli |
| 11 mars 2011 |                    |         |             | Parc y Scarlets, Llanelli |

| 11 mars 2011 | Angleterre -20 | 56 - 8 | Écosse -20 | Monks Lane, Newbury |
| 11 mars 2011 |                |        |            | Monks Lane, Newbury |
| 11 mars 2011 |                |        |            | Monks Lane, Newbury |

### Cinquième journée
| 18 mars 2011 | France -20 | 29 - 22 | Pays de Galles -20 | Stadium municipal, Albi |
| 18 mars 2011 |            |         |                    | Stadium municipal, Albi |
| 18 mars 2011 |            |         |                    | Stadium municipal, Albi |

| 18 mars 2011 | Écosse -20 | 7 - 9 | Italie -20 | Bridgehaugh Park, Stirling |
| 18 mars 2011 |            |       |            | Bridgehaugh Park, Stirling |
| 18 mars 2011 |            |       |            | Bridgehaugh Park, Stirling |

| 18 mars 2011 | Irlande -20 | 15 - 46 | Angleterre -20 | Dubarry Park, Athlone |
| 18 mars 2011 |             |         |                | Dubarry Park, Athlone |
| 18 mars 2011 |             |         |                | Dubarry Park, Athlone |